# Beaulieu (Ardèche)
Beaulieu – miejscowość i gmina we Francji, w regionie Owernia-Rodan-Alpy, w departamencie Ardèche.
Według danych na rok 1990 gminę zamieszkiwały 373 osoby, a gęstość zaludnienia wynosiła 15 osób/km² (wśród 2880 gmin regionu Rodan-Alpy Beaulieu plasuje się na 1259. miejscu pod względem liczby ludności, natomiast pod względem powierzchni na miejscu 334.).